# Grande Prêmio de Mônaco de 2023
O Grande Prêmio de Mônaco de 2023 (oficialmente denominado Formula 1 Grand Prix de Monaco 2023) foi a sexta etapa da temporada de 2023 da Fórmula 1, disputada em 28 de Maio de 2023 no Circuito de Mônaco, Monte Carlo, Mônaco.

## Contexto
O evento foi realizado no fim de semana de 26 a 28 de maio de 2023, sendo a sexta etapa do Campeonato Mundial de Fórmula 1 de 2023.

### Classificação do campeonato antes da corrida
Entrando no fim de semana, Max Verstappen lidera o Campeonato Mundial de Pilotos com 119 pontos, 14 pontos à frente de seu companheiro de equipe Sergio Pérez em segundo e 44 à frente de Fernando Alonso em terceiro. A Red Bull Racing, com 224 pontos, lidera o Campeonato de Construtores seguido pela Aston Martin e da Mercedes, segundo e terceiro lugar com 102 e 96 pontos, respectivamente.

### Participantes
Os pilotos e equipes foram os mesmos da lista de inscritos da temporada, sem pilotos substitutos adicionais para este fim de semana de corrida.

### Escolhas de pneus
A fornecedora de pneus Pirelli trouxe os compostos de pneus C3, C4, e C5 (denominados duro, médio, e macio, respectivamente) para as equipes usarem durante o evento.
| Nome do composto | Cor | Cor | Banda de rolamento | Condições de tempo | Aderência | Durabilidade |
| ---------------- | --- | --- | ------------------ | ------------------ | --------- | ------------ |
| Duro             | C3  |     | Lisa               | Seco               | Baixa     | Alta         |
| Médio            | C4  |     | Lisa               | Seco               | Média     | Média        |
| Macio            | C5  |     | Lisa               | Seco               | Alta      | Baixa        |

## Treinos Livres
As duas primeiras sessões de treinos livres foram disputados no dia 26 de Maio de 2023 a partir de 13:30 no horário local (UTC+2) ou às 8:30 no Horário de Brasília. Por sua vez, a terceira e última sessão, iniciou no dia 27 de maio às 12:30 no horário local (UTC+2) ou às 7:30 no Horário de Brasília.

### Resultado
Em negrito, os respectivos melhores tempos de cada sessão. A disposição inicial do treino fora colocada considerando-se o TL2.
| No.            | Piloto           | Construtora                | Tempo    | Tempo | Tempo    | Tempo | Tempo    | Tempo |
| No.            | Piloto           | Construtora                | TL1      | P.    | TL2      | P.    | TL3      | P.    |
| -------------- | ---------------- | -------------------------- | -------- | ----- | -------- | ----- | -------- | ----- |
| 1              | Max Verstappen   | Red Bull Racing-Honda RBPT | 1:14.244 |       | 1:12.462 |       | 1:12.776 |       |
| 16             | Charles Leclerc  | Ferrari                    | 1:14.093 |       | 1:12.527 |       | 1:13.475 |       |
| 55             | Carlos Sainz Jr. | Ferrari                    | 1:13.372 |       | 1:12.569 |       | 1:13.261 |       |
| 14             | Fernando Alonso  | Aston Martin-Mercedes      | 1:13.710 |       | 1:12.682 |       | 1:13.697 |       |
| 4              | Lando Norris     | McLaren-Mercedes           | 1:14.467 |       | 1:12.906 |       | 1:13.396 |       |
| 44             | Lewis Hamilton   | Mercedes                   | 1:14.035 |       | 1:12.960 |       | 1:13.486 |       |
| 11             | Sergio Pérez     | Red Bull Racing-Honda RBPT | 1:14.038 |       | 1:12.991 |       | 1:12.849 |       |
| 77             | Valtteri Bottas  | Alfa Romeo-Ferrari         | 1:14.718 |       | 1:13.050 |       | 1:13.521 |       |
| 10             | Pierre Gasly     | Alpine-Renault             | 1:14.866 |       | 1:13.089 |       | 1:13.453 |       |
| 31             | Esteban Ocon     | Alpine-Renault             | 1:14.585 |       | 1:13.162 |       | 1:13.496 |       |
| 18             | Lance Stroll     | Aston Martin-Mercedes      | 1:14.653 |       | 1:13.185 |       | 1:12.942 |       |
| 63             | George Russell   | Mercedes                   | 1:15.066 |       | 1:13.191 |       | 1:13.590 |       |
| 24             | Guanyu Zhou      | Alfa Romeo-Ferrari         | 1:15.684 |       | 1:13.354 |       | 1:13.772 |       |
| 20             | Kevin Magnussen  | Haas-Ferrari               | 1:14.725 |       | 1:13.457 |       | 1:13.624 |       |
| 27             | Nico Hülkenberg  | Haas-Ferrari               | 1:15.785 |       | 1:13.520 |       | 1:13.650 |       |
| 22             | Yuki Tsunoda     | AlphaTauri-Honda RBPT      | 1:14.820 |       | 1:13.641 |       | 1:13.738 |       |
| 21             | Nyck de Vries    | AlphaTauri-Honda RBPT      | 1:15.083 |       | 1:13.663 |       | 1:14.187 |       |
| 81             | Oscar Piastri    | McLaren-Mercedes           | 1:15.192 |       | 1:13.673 |       | 1:13.998 |       |
| 23             | Alexander Albon  | Williams-Mercedes          | 1:14.666 |       | 1:14.217 |       | 1:13.930 |       |
| 2              | Logan Sargeant   | Williams-Mercedes          | 1:15.557 |       | 1:14.238 |       | 1:13.851 |       |
| Referência(s): |                  |                            |          |       |          |       |          |       |

## Qualificação
A qualificação ocorreu no dia 27 de Maio de 2023 às 16:00 no horário local (UTC+2) ou às 11:00 no Horário de Brasília.

### Resultado
Em negrito, os respectivos melhores tempos de cada sessão e pole position.
| Pos.                     | No. | Piloto           | Construtora                | Tempos Qualificatórios | Tempos Qualificatórios | Tempos Qualificatórios | Grid final |
| Pos.                     | No. | Piloto           | Construtora                | Q1                     | Q2                     | Q3                     | Grid final |
| ------------------------ | --- | ---------------- | -------------------------- | ---------------------- | ---------------------- | ---------------------- | ---------- |
| 1                        | 1   | Max Verstappen   | Red Bull Racing-Honda RBPT | 1:12.386               | 1:11.908               | 1:11.365               | 1          |
| 2                        | 14  | Fernando Alonso  | Aston Martin-Mercedes      | 1:12.886               | 1:12.107               | 1:11.449               | 2          |
| 3                        | 16  | Charles Leclerc  | Ferrari                    | 1:12.912               | 1:12.103               | 1:11.471               | 6          |
| 4                        | 31  | Esteban Ocon     | Alpine-Renault             | 1:12.967               | 1:12.248               | 1:11.553               | 3          |
| 5                        | 55  | Carlos Sainz Jr. | Ferrari                    | 1:12.717               | 1:12.210               | 1:11.630               | 4          |
| 6                        | 44  | Lewis Hamilton   | Mercedes                   | 1:12.872               | 1:12.156               | 1:11.725               | 5          |
| 7                        | 10  | Pierre Gasly     | Alpine-Renault             | 1:13.033               | 1:12.169               | 1:11.933               | 7          |
| 8                        | 63  | George Russell   | Mercedes                   | 1:12.769               | 1:12.151               | 1:11.964               | 8          |
| 9                        | 22  | Yuki Tsunoda     | AlphaTauri-Honda RBPT      | 1:12.642               | 1:12.249               | 1:12.082               | 9          |
| 10                       | 4   | Lando Norris     | McLaren-Mercedes           | 1:12.877               | 1:12.377               | 1:12.254               | 10         |
| 11                       | 81  | Oscar Piastri    | McLaren-Mercedes           | 1:13.006               | 1:12.395               | N/A                    | 11         |
| 12                       | 21  | Nyck de Vries    | AlphaTauri-Honda RBPT      | 1:13.054               | 1:12.428               | N/A                    | 12         |
| 13                       | 23  | Alexander Albon  | Williams-Mercedes          | 1:12.706               | 1:12.527               | N/A                    | 13         |
| 14                       | 18  | Lance Stroll     | Aston Martin-Mercedes      | 1:12.722               | 1:12.623               | N/A                    | 14         |
| 15                       | 77  | Valtteri Bottas  | Alfa Romeo-Ferrari         | 1:13.038               | 1:12.625               | N/A                    | 15         |
| 16                       | 2   | Logan Sargeant   | Williams-Mercedes          | 1:13.113               | N/A                    | N/A                    | 16         |
| 17                       | 20  | Kevin Magnussen  | Haas-Ferrari               | 1:13.270               | N/A                    | N/A                    | 17         |
| 18                       | 27  | Nico Hülkenberg  | Haas-Ferrari               | 1:13.279               | N/A                    | N/A                    | 18         |
| 19                       | 24  | Guanyu Zhou      | Alfa Romeo-Ferrari         | 1:13.523               | N/A                    | N/A                    | 19         |
| 20                       | 11  | Sergio Pérez     | Red Bull Racing-Honda RBPT | 1:13.850               | N/A                    | N/A                    | 20         |
| Tempo dos 107%: 1:17.453 |     |                  |                            |                        |                        |                        |            |
| Referência(s):           |     |                  |                            |                        |                        |                        |            |

## Corrida
A corrida foi realizada em 28 de Maio de 2023 às 15:00 no horário local (UTC+2) ou às 10:00 no Horário de Brasília.

### Relatório
Previamente a corrida, o tempo era nublado, a temperatura estava por volta de 25º graus celsisus, com ventos de aproximadamente 6 km/h, havendo possibilidade de cerca de 20% de chuva durante a corrida. No que tange a estratégia para a disputa, a Pirelli, fornecedora de pneus, afirmou que a mais rápida seria iniciar com médios até o intervalo de voltas 30 a 38 e, em seguida, trocar aos duros até o fim de corrida ou iniciar com duros até o intervalo de voltas 53 a 58 trocando aos macios até o final, ambas teriam portanto, uma parada. A grande maioria dos pilotos optaram pelos médios visando uma parada, com exceção de Alonso, Hamilton, Leclerc, Gasly, Russell, Stroll, Bottas e Magnussen que optaram pelos duros e apenas Guanyu Zhou pelos macios.
Na largada, Max Verstappen larga bem e consegue manter a liderança apesar da pressão de Fernando Alonso, cujo companheiro de equipe, Lance Stroll tocou no muro perdendo diversas posições, precisando inclusive, ir aos boxes após pneus estourados; todavia, nenhuma mudança no grid nas dez primeiras colocações ocorreram na primeira volta, algo comum no estreito Circuito de Mônaco. George Russell seria investigado e punido por conta de sua má posição do carro nos colchetes de largada, todavia, os comissários voltaram atrás. Após investigações, Nico Hulkenberg fora penalizado em cinco segundos após uma colisão com Logan Sargeant na largada.
Durante a volta 11, Carlos Sainz Jr. perdeu o controle tentando uma ultrapassagem e tocou de leve no carro de Esteban Ocon; o piloto da Ferrari teve sua asa dianteira danificada e poderia ir aos boxes, mas sua equipe pediu para que ele segurasse e visse o impacto em sua corrida, por conta deste incidente, a direção de prova estabeleceu uma bandeira amarela no primeiro setor, duas voltas depois, a corrida retomou a normalidade. A direção de prova puniu Sainz em bandeira branca e preta por ter causado uma colisão.
Após uma disputa por posições, Sergio Pérez colidiu com Lance Stroll, espalhou da pista, realizando uma ultrapassagem dupla irregular em Stroll e Kevin Magnussen, por conta disso, precisou devolver ambas as posições. A comissão de prova, afirmou que, por conta da restituição das posições, a ultrapassagem seria atenuada, não sendo necessária nenhuma investigação, portanto, não puniram o piloto da Red Bull Racing.
Sem grandes acontecimentos, com exceção de algumas raras disputas por posição como Kevin Magnussen e Lance Stroll, começou-se a chover a partir da volta 52, deixando a pista escorregadia e estabelecendo bandeira amarela e vermelha, estas circunstâncias levaram Carlos Sainz Jr. a escapar novamente, ultrapassar e precisar devolver a posição. Duas voltas depois, vários pilotos começaram a ir aos boxes colocar pneus intermediários. Apesar disso, em sua primeira parada, Fernando Alonso optou pelo médio mas, em seguida, precisou colocar os intermediários. Com a chuva apertando, Carlos Sainz Jr. rodou na curva portier, além dele, diversos pilotos apresentaram dificuldades com a pista molhada, um deles, fora Lance Stroll que, após uma colisão precisou abandonar a corrida. Uma volta depois, Kevin Magnussen perdeu o controle de seu carro, colidiu bem leve mas pôde ir aos boxes;  algumas voltas depois, perdeu novamente o carro, mas não abandonou. George Russell foi punido em cinco segundos pois precisou parar no meio da pista dadas as condições e proporcionou uma colisão com Sergio Pérez. As circunstâncias de pista molhada continuaram a desafiar os pilotos, levando Alexander Albon, Sergio Pérez e Kevin Magnussen a deixarem o intermediário optando pelos de chuva.
Na volta 69, Yuki Tsunoda escapou na curva mirabeau alta e perdeu diversas posições, alguns minutos antes, ele havia reclamado com sua equipe acerca dos freios de seu carro. Sem grandes acontecimentos posteriores com exceção de um abandono de Kevin Magnussen na volta 76 após seu carro ser recolhido pela equipe, Max Verstappen manteve sua liderança e posição durante toda a disputa, garantindo mais uma vitória, seguido por Fernando Alonso, em seu quarto pódio e Esteban Ocon que garantiu o primeiro de sua equipe na temporada. A volta mais rápida ficara com Lewis Hamilton conquistada antes do período de chuva.

### Resultado
| Pos.                                                               | No. | Piloto           | Construtora                | Voltas | Tempo/Retirado | Pit | Pneus | Grid | Dif     | Pontos |
| ------------------------------------------------------------------ | --- | ---------------- | -------------------------- | ------ | -------------- | --- | ----- | ---- | ------- | ------ |
| 1                                                                  | 1   | Max Verstappen   | Red Bull Racing-Honda RBPT | 78     | 1:48:51.980    | 1   |       | 1    | Estável | 25     |
| 2                                                                  | 14  | Fernando Alonso  | Aston Martin-Mercedes      | 78     | +27.921        | 2   |       | 2    | Estável | 18     |
| 3                                                                  | 31  | Esteban Ocon     | Alpine-Renault             | 78     | +36.990        | 2   |       | 3    | Estável | 15     |
| 4                                                                  | 44  | Lewis Hamilton   | Mercedes                   | 78     | +39.062        | 2   |       | 5    | 1       | 13     |
| 5                                                                  | 63  | George Russell   | Mercedes                   | 78     | +56.284        | 1   |       | 8    | 3       | 10     |
| 6                                                                  | 16  | Charles Leclerc  | Ferrari                    | 78     | +61.890        | 2   |       | 6    | Estável | 8      |
| 7                                                                  | 10  | Pierre Gasly     | Alpine-Renault             | 78     | +62.362        | 2   |       | 7    | Estável | 6      |
| 8                                                                  | 55  | Carlos Sainz Jr. | Ferrari                    | 78     | +63.391        | 2   |       | 4    | 4       | 4      |
| 9                                                                  | 4   | Lando Norris     | McLaren-Mercedes           | 78     | +1 Volta       | 2   |       | 10   | 1       | 2      |
| 10                                                                 | 81  | Oscar Piastri    | McLaren-Mercedes           | 78     | +1 Volta       | 1   |       | 11   | 1       | 1      |
| 11                                                                 | 77  | Valtteri Bottas  | Alfa Romeo-Ferrari         | 78     | +1 Volta       | 1   |       | 15   | 4       | —      |
| 12                                                                 | 21  | Nyck de Vries    | AlphaTauri-Honda RBPT      | 78     | +1 Volta       | 1   |       | 12   | Estável |        |
| 13                                                                 | 24  | Guanyu Zhou      | Alfa Romeo-Ferrari         | 78     | +1 Volta       | 2   |       | 19   | 6       |        |
| 14                                                                 | 23  | Alexander Albon  | Williams-Mercedes          | 78     | +1 Volta       | 2   |       | 13   | 1       |        |
| 15                                                                 | 22  | Yuki Tsunoda     | AlphaTauri-Honda RBPT      | 78     | +1 Volta       | 1   |       | 9    | 6       |        |
| 16                                                                 | 27  | Nico Hülkenberg  | Haas-Ferrari               | 78     | +1 Volta       | 3   |       | 18   | 2       |        |
| 17                                                                 | 11  | Sergio Pérez     | Red Bull Racing-Honda RBPT | 78     | +1 Volta       | 5   |       | 20   | 3       |        |
| 18                                                                 | 2   | Logan Sargeant   | Williams-Mercedes          | 78     | +1 Volta       | 3   |       | 16   | 2       |        |
| 19                                                                 | 20  | Kevin Magnussen  | Haas-Ferrari               | 76     | Retirado       | 1   |       | 17   | 2       |        |
| Ret.                                                               | 18  | Lance Stroll     | Aston Martin-Mercedes      | 57     | Colisão        | 1   |       | 14   | 6       |        |
| Volta mais rápida: Lewis Hamilton – (Mercedes) 1:15.650 (Volta 33) |     |                  |                            |        |                |     |       |      |         |        |
| Referência(s):                                                     |     |                  |                            |        |                |     |       |      |         |        |

## Curiosidade
- Max Verstappen superou Sebastian Vettel e agora é o piloto que mais venceu pela equipe Red Bull Racing na Fórmula 1 com 39 vitórias.
- Fernando Alonso, piloto da Aston Martin, não conquistava uma segunda colocação desde o Grande Prêmio da Hungria de 2014.
- Aos 41 anos, Fernando Alonso é o piloto mais velho a subir ao pódio em Mônaco desde Jack Brabham em 1970.
- Esteban Ocon, ao terminar na terceira colocação, garantiu o primeiro pódio da Alpine desde a terceira colocação de Fernando Alonso no Grande Prêmio do Catar de 2021.
- Esteban Ocon é o primeiro francês a subir ao pódio em Mônaco desde a vitória de Olivier Panis em 1996.[19]

## Classificação do campeonato após a corrida
|                | Pos. | Piloto          | Pontos |
| -------------- | ---- | --------------- | ------ |
|                | 1    | Max Verstappen  | 144    |
|                | 2    | Sergio Pérez    | 105    |
|                | 3    | Fernando Alonso | 93     |
|                | 4    | Lewis Hamilton  | 69     |
| 1              | 5    | George Russell  | 50     |
| Referência(s): |      |                 |        |

|                | Pos. | Construtora                | Pontos |
| -------------- | ---- | -------------------------- | ------ |
|                | 1    | Red Bull Racing-Honda RBPT | 249    |
|                | 2    | Aston Martin-Mercedes      | 120    |
|                | 3    | Mercedes                   | 119    |
|                | 4    | Ferrari                    | 90     |
| 1              | 5    | Alpine-Renault             | 35     |
| Referência(s): |      |                            |        |

- Nota: Apenas as cinco primeiras posições estão incluídas para ambos os conjuntos de classificação.